# Ján Chryzostom Korec
Ján Chryzostom Korec SJ (sinh ngày 22 tháng 1 năm 1924 – mất ngày 24 tháng 10 năm 2015) là một hồng y của Giáo hội Công giáo Roma người Slovakia. Ông nguyên là một tu sĩ Dòng Tên được thụ phong linh mục vào năm 1950 và được tấn phong làm giám mục vào năm 1951.
Do chính phủ Tiệp Khắc lúc đó đang thực hiện đàn áp Giáo hội Công giáo, nên ông đã trải qua 39 năm mục vụ trong vai trò linh mục mà không có sự cho phép của chính phủ hoặc bị bắt đi tù hay tự kiếm sống bằng các nghề lao động chân tay.
Năm 1990, Giáo hoàng Gioan Phaolô II đã bổ nhiệm ông làm Giám mục của Nitra và năm 1991 đã bổ nhiệm ông làm hồng y. Korec nghỉ hưu vào năm 2005 và qua đời vào năm 2015.

## Thân thế và tu tập
Ján Chryzostom Korec sinh ra trong một gia đình lao động. Cha ông là Ján Korec, và mẹ là bà Mária Drábiková. Ông bà là công nhân tại một nhà máy da tại Bošany. Ján Chryzostom Korec có hai anh chị em. Anh trai ông là Anton, từng bị cầm tù trong làn sóng đàn áp cộng sản đầu tiên vào năm 1951. Chị gái ông là Štefánia. Gia đình ông sống một cuộc sống khiêm tốn và bình dân.
Ján Chryzostom Korec gia nhập Dòng Tên vào năm 1939. Tại đây, ông được học thần học và triết học Công giáo. Trong thời gian ông tu tập, dòng tu bị cộng sản đàn áp, ông buộc phải ngừng học triết học.

### Linh mục và giám mục
Ông được thụ phong linh mục năm 1950. Một năm sau, ở tuổi 27, ông được Giám mục Pavol Hnilica bí mật tấn phong làm giám mục vào ngày 24 tháng 8 năm 1951 và trở thành giám mục Công giáo trẻ nhất thế giới. Sau đó, ông làm việc ba năm tại Công ty Tatrachema rồi làm việc tại Viện Vệ sinh Lao động và Bệnh liên quan đến Lao động. Ngày 30 tháng 6 năm 1958, ông buộc phải rời khỏi viện, và ngày 10 tháng 9, ông bắt đầu làm người gác đêm cho Công ty Prefa. Sau đó, ông làm công nhân bảo trì tại Công ty Hóa chất Juraj Dimitrov, một trong những công ty lớn nhất tại Bratislava.
Ông bị giam giữ từ năm 1960 đến năm 1968 tại Valdice, một nhà tù của Séc. Trong thời gian đó ông đã giúp nâng đỡ tinh thần cho những người bạn tù chung với mình. Có ít nhất 200 linh mục và một số giám mục bị giam giữ trong thời gian đó. Các tu sĩ bị buộc phải ở chung phòng giam với những tội phạm được cho là tồi tệ nhất của đất nước lúc bấy giờ. Sau đó, ông đã mô tả những trải nghiệm của mình trong tác phẩm Đêm của những kẻ man rợ. Sau nhiều đơn thỉnh cầu, ông đã được thả trong một lệnh đại xá vào năm 1968. Cùng trong năm này, lần đầu tiên Ján Chryzostom Korec cử hành thánh lễ công khai. Năm 1969, ông được phục chức và đi Roma để gặp gỡ Giáo hoàng Phaolô VI để nhận chính thức huy hiệu giám mục của mình sau 18 năm làm giám mục.
Mặc dù sức khỏe không tốt, Korec vẫn tiếp tục làm công việc quét đường và công nhân nhà máy. Cùng lúc đó, Ján Chryzostom Korec cũng tiếp tục các công việc mục vụ tích cực của mình với tư cách là một nhà lãnh đạo của giáo hội ngầm. Ông đã chủ trì các cuộc tĩnh tâm cho sinh viên và tư vấn cho những người trẻ tuổi, chủng sinh và linh mục. Căn hộ riêng của ông tại Petržalka: số 7 Phố Vilova đã trở thành nơi xuất phát các hoạt động mục vụ ngầm của ông. Nhiều giáo dân và linh mục đã đến gặp ông để xin lời khuyên về mặt tinh thần. Thời gian đó, việc xuất bản các tác phẩm văn học Cơ đốc bị cấm, Korec đã viết những cuốn sách samizdat. Sách được in và phát hành một cách bí mật. Ông cũng bí mật truyền chức linh mục cho các chủng sinh vì chính quyền hạn chế việc thụ phong linh mục trong thời gian này để có thể hạn chế những hoạt động của nhà thờ. Ông đã truyền chức bí mật cho khoảng 120 linh mục.

### Hồng y
Năm 1990, sau khi chế độ chính quyền sắp bị sụp đổ, Giáo hoàng Gioan Phaolô II đã bổ nhiệm Ján Chryzostom Korec làm giám mục của Nitra. Ngày 29 tháng 5 năm 1991, Giáo hoàng Gioan Phaolô II đã tấn phong Ján Chryzostom Korec làm hồng y.
Lễ tấn phong hồng y diễn ra trong công nghị vào ngày 28 tháng 6 năm 1991. Ông là hồng y đẳng linh mục của Santi Fabiano e Venanzio a Villa Fiorelli.
Ngày 13 tháng 6 năm 2012, Korec được đưa vào bệnh viện vì ruột thừa bị vỡ. Ông bị viêm ruột thừa thủng và viêm phúc mạc nặng, và các dấu hiệu sinh tồn của ông bắt đầu suy yếu. Các bác sĩ đã phẫu thuật cho ông, nhưng tình trạng của ông vẫn còn nguy kịch. Đến ngày 18 tháng 6, người ta thông báo rằng tình trạng của ông vẫn chưa cải thiện và ông chỉ thở bằng máy trợ thở. Vào ngày 20 tháng 6, người ta thông báo rằng tình trạng của Korec đã cải thiện đáng kể, điều này khiến cả Slovakia vô cùng ngạc nhiên.
Korec đã nhận được ba bằng danh dự từ các trường đại học tại Hoa Kỳ. Ông đã viết xuất bản thường xuyên, đặc biệt là trên tạp chí Kultúrny Život của Slovakia.
Sau khi "Bức màn sắt" sụp đổ và nền dân chủ hồi sinh ở Tiệp Khắc, Korec đã trở thành một nhà lãnh đạo có ảnh hưởng trong mọi khía cạnh của sự phát triển xã hội, kinh tế và chính trị ở Slovakia.
Ông ủng hộ nền độc lập của Slovakia và phản đối đảng Dân chủ Thiên chúa giáo, những người đã thực hiện các chính sách thị trường tự do nghiêm ngặt khiến tỷ lệ thất nghiệp và khó khăn kinh tế tăng nhanh. Ông liên minh chặt chẽ hơn với các đảng cánh tả và Thủ tướng Slovakia Vladimír Mečiar, người đã đóng vai trò quan trọng trong Cuộc ly hôn nhung giữa người Séc và người Slovakia và cố gắng duy trì một sự trung lập chính trị nhất định.
40 năm thống trị của cộng sản đã khiến Giáo hội Công giáo Slovakia bị tàn phá. Thiếu hụt linh mục và các nhà thờ cần được cải tạo. Ngoài ra, nền giáo dục Công giáo đã phải chịu những bất lợi nghiêm trọng và cần phải xây dựng các trường học mới. Ngoài ra còn thiếu giáo viên và phương tiện truyền thông Công giáo không tồn tại. Bên cạnh việc khôi phục Giáo hội và nền giáo dục Công giáo, ông còn khôi phục mối quan hệ tốt đẹp với cộng đồng Do Thái thiểu số.
Năm 1987, Korec là một trong 24 nhà hoạt động người Slovakia đã ký "Tuyên bố xin lỗi", một lời xin lỗi chính thức tới tất cả người Do Thái ở Slovakia đã phải chịu cảnh trục xuất trong Thế chiến II. Đức Hồng y lên án các cuộc trục xuất, mà ông gọi là "một hành động vô nhân đạo".
Năm 2005, Korec nghỉ hưu và sống ở Nitra. Ông vẫn hoạt động với tư cách là một nhà văn và cố vấn cho Giáo hội Công giáo.
Tháng 2 năm 2014, Đại học Liverpool Hope, ở Anh, đã trao cho ông bằng tiến sĩ danh dự vì những thành tựu trọn đời của ông cho tự do, dân chủ và hòa bình thế giới.

### Vinh danh
Vì lập trường đúng đắn và đức tin kiên định của mình, Ján Chryzostom Korec đã được trao tặng một số giải thưởng và bằng tiến sĩ danh dự. Những công trình của ông cũng được đánh giá cao tại các trường đại học nước ngoài, bao gồm Đại học Notre Dame, ở South Bend, Indiana (1986); Đại học Sacred Heart, ở Bridgeport, Connecticut (1992); và Đại học Công giáo ở Washington (1993). Ông đã được trao tặng các bằng tiến sĩ danh dự khác bởi Hồng y Ba Lan Stefan Wyszynski (2003) và Đại học Liverpool Hope, Vương quốc Anh (2014). Ông đã giành được giải thưởng nhà nước của Cộng hòa Pháp năm 1993, giải thưởng nhà nước Rad Stur Class năm 1995 và giải thưởng nhà nước Huân chương Andrej Hlinka năm 1999.
Năm 2014, nhân dịp năm sinh nhật 90 tuổi của Ján Chryzostom Korec, bưu chính Slovakia đã cho phát hành một con tem có in hình ông.

### Phê bình
Ông đã bị một số chỉ trích vì được cho là có thái độ tích cực đối với người là được gọi là tội phạm chiến tranh phát xít: Jozef Tiso và Đệ nhất Cộng hòa Slovakia. Các nhà phê bình trích dẫn ví dụ như việc công bố tấm bảng tưởng niệm Tiso năm 1990 tại Banovce nad Bebravou hoặc lễ tưởng niệm mà ông tổ chức cho Tiso và kỷ niệm 50 năm ngày hành quyết Tiso. Vào tháng 8 năm 1997, ông đã công khai bảo vệ nhà sử học lưu vong Milan Stanislav Ďurica liên quan đến cuốn sách gây tranh cãi "Lịch sử Slovakia và người Slovak", trong đó ủng hộ một số chính sách từ thời kỳ Đệ nhất Cộng hòa Slovakia.

## Tác phẩm
Ján Chryzostom Korec đã viết hơn 80 đầu sách, mỗi đầu sách có nhiều phiên bản và là một phần nổi bật của nền văn học Cơ đốc giáo Slovakia trong thế kỷ 20. Các tác phẩm của ông cũng được đưa vào nhiều tạp chí Samizdat khác nhau. Các ấn phẩm này bao gồm:
- Các câu hỏi triết học về chủ nghĩa duy vật biện chứng, 1947.
- Kịch tính của chủ nghĩa nhân văn vô thần. Suy ngẫm về tâm linh Cơ đốc giáo.
- Nguồn gốc của con người, (Samizdat, 1949)
- Trách nhiệm của khoa học, (Samizdat, 1971)
- Về nguồn gốc và sự phát triển của sự sống, (Samizdat, 1971)
- Sự cứu rỗi trong Chúa Kitô, (Samizdat, 1972)
- Dưới ánh sáng của Tin Mừng. (Samizdat, 1985)
- Chúa Kitô là linh mục, (Samizdat, 1987)
- Sứ mệnh của linh mục, (Samizdat, 1987)
- Giáo hội giữa những thách thức, (Samizdat, 1987)
- Giáo hội phát triển, (Samizdat, 1987)
- Suy ngẫm về con người, Bratislava, I-II, 1992/1993, ấn bản lần thứ 3, 1992 (trước đây là CA, 1986).
- Con người là ai. Trong: (Quan điểm của người Slovak, 1993), số 1
- Truyền thống Cyril và Methodius ngày nay. Trong: (Quan điểm của người Slovak, 1993, số 7)
- Triết gia của lẽ thường. Trong: (Verbum, 2000, số 4), trang 65–88.
- Đêm tối của những kẻ Barbarians (Hồi ký ghi lại những sự việc của Hồng y Slovakia dưới chế độ cộng sản.)[5]